# 2007-es észt labdarúgó-bajnokság (első osztály)
A 2007-es észt labdarúgó-bajnokság az észt labdarúgó-bajnokság legmagasabb osztályának 17. bajnoki éve volt. A pontvadászat 10 csapat részvételével zajlott. 
A bajnokságot a Levadia Tallinn nyerte az ezüstérmes Flora Tallinn, és a bronzérmes TVMK Tallinn előtt.

## A bajnokság végeredménye
M = Mérkőzés; Gy = Győzelem; D = Döntetlen; V = Vereség; RG = Rúgott gól; KG = Kapott gól; GK = Gólkülönbség; P = Pontok
B = Bajnok
* kupagyőztes
|  | UEFA-bajnokok ligája |
|  | UEFA-kupa            |
|  | UEFA Intertotó-kupa  |
|  | Osztályozó           |
|  | Kiesett              |

## Osztályozó
| 2007. november 18. |

| Kalju | 0–1   | FC Kuressaare |
| ----- | ----- | ------------- |
|       | (0–0) | Veskimäe 69'  |

| Hiiu Staadion |

| 2007. november 24. |

| FC Kuressaare | 1–2   | Kalju             |
| ------------- | ----- | ----------------- |
| Kriska 64'    | (1–1) | Tammo 4' Dona 20' |

| Kuressaare kunstmuruväljak |

* A  Nõmme Kalju az első a Kuressaare pedig a másodosztályban folytathatta

## Góllövőlista élmezőnye
| Hely | Játékos              | Csapat          | Gólok |
| ---- | -------------------- | --------------- | ----- |
| 1    | Dmitrij Lipartov     | JK Narva Trans  | 30    |
| 2    | Indrek Zelinski}     | Levadia Tallinn | 24    |
| 3    | Tiit Tikenberg       | Kalev Tallinn   | 20    |
| 4    | Maksim Gruznov       | JK Narva Trans  | 18    |
| 5    | Jarmo Ahjupera       | Flora Tallinn   | 17    |
| 6    | Tarmo Kink           | Levadia Tallinn | 16    |
| 7    | Juha Hakola          | Flora Tallinn   | 14    |
| -    | Vjatšeslav Zahovaiko | Flora Tallinn   | 14    |
| -    | Sergei Zenjov        | TVMK Tallinn    | 14    |
| 10   | Aleksandr Kulatšenko | TVMK Tallinn    | 13    |
| -    | Aleksandr Dubõkin    | JK Narva Trans  | 13    |
| -    | Nyikita Andrejev     | Levadia Tallinn | 13    |